# Donald DeFreeze
Donald DeFreeze, známý též jako Cinque Mtume, (16. listopadu 1943 – 17. května 1974) byl vůdce americké organizace Symbionese Liberation Army. V šedesátých letech byl několikrát zadržen za držení zbraní a doma zhotovených bomb. Později se stal členem organizace Black Cultural Association. V roce 1973 založil organizaci Symbionese Liberation Army, kterou vedl, a která se do širšího povědomí dostala poté, co unesla devatenáctiletou dívku Patty Hearst. Stejně jako většina členů SLA zahynul při policejním zásahu v květnu 1974. Ve filmu Patty Hearstová (1988) jej ztvárnil Ving Rhames; v jedné epizodě seriálu Drunk History jeho postavu hrál Terry Crews.